# Open Knowledge Foundation
Open Knowledge Foundation (OKFN) is een internationale stichting die Open kennis nastreeft.
In 2004 is deze stichting door Rufus Pollock in Cambridge opgericht. Er zijn meerdere projecten gestart op het terrein van Open access, Open Content, Open Science en Open Data. Een product van OKFN is CKAN, een opensourceportal voor Open Data, die o.a. door de Nederlandse overheid wordt gebruikt.

## Open Knowledge Belgium
In België vallen iRail, Open Tourism en de lokale chapters van Open Access, OpenStreetMap België en Open Recognition in het international OKFN netwerk.